# 스즈키 쿄카
스즈키 쿄카(일본어: 鈴木京香, 1968년 5월 31일 ~ )는 일본의 배우이다. 미야기현 센다이시 출신이며, 소속사는 '반다'이다.

## 주요 출연작

### 드라마
- 대하드라마 (NHK)
  - 나는 듯이 (1990년) - 카즈노미야 역
  - 불타오르다 (1993년 7월 4일 - 1994년 3월 13일) - 나카 역
  - 아오이 도쿠가와 삼대 (2000년) - 호소카와 가라샤 역
  - 신센구미! (2004년) - 오우메 역
  - 사나다마루 (2016년) - 기타노만도코로 역
- 1995년 《임금님의 레스토랑》
- 1997년 《기프트》
- 1998년 《반짝반짝 빛나는》
- 2004년 《희망 없는 자》
- 2007년 《화려한 일족》 - 타카스 아이코 역
- 2008년 《스캔들》
- 2010년 《세컨드 버진》
- 2012년 《이상의 아들》
- 2013년 《야행관람차》
- 2013년 《리갈 하이》

### 영화
- 1994년 《119》
- 1997년 《웰컴 미스터 맥도날드》
- 1999년 《39 형법 제39조》
- 2001년 《사토라레》
- 2004년 《제브라맨》
- 2004년 《피와 뼈》
- 2005년 《전국자위대 1549》
- 2005년 《남자들의 야마토》
- 2006년 《명랑한 갱이 지구를 움직인다》
- 2006년 《우동》
- 2007년 《아르헨티나 할머니》
- 2008년 《매직 아워》
- 2008년 《중력 피에로》
- 2008년 《지지 않는 태양》
- 2010년 《플라워즈》
- 2011년 《세컨드 버진》